# فيليكس مانثي
فيليكس مانثي (بالألمانية: Felix Manthey) ولد بتاريخ 24 أكتوبر 1898 في برلين، وتوفي في 8 أكتوبر 1971 في برلين، كان دراجًا ألمانيًّا، فاز في سباق الطريق الوطني الألماني في عام 1928، وشارك عام 1930 بسباق فرنسا للدراجات.

## روابط خارجية
- فيليكس مانثي على موقع أرشيف الدراجات (الإنجليزية)
- فيليكس مانثي على موقع إحصائيات الدراجات الإحترافية (الإنجليزية)
- فيليكس مانثي على موقع CycleBase (الإنجليزية)